# Mike Beuttler
Michael Beuttler, né le 13 avril 1940 au Caire et mort le 29 décembre 1988 à Los Angeles, est un coureur automobile anglais. Il s'est inscrit à 32 Grands Prix, a pris 28 départs en championnat du monde et disputé 8 courses hors-championnat. Il ne marque aucun point au championnat du monde des pilotes. 

## Biographie
Après avoir débuté en Formule Junior en 1960 en Grande-Bretagne, Mike Beuttler participe, de 1967 à 1970, à des courses de Formule 3 en Europe et remporte plusieurs épreuves dont celles de Silverstone, Brands Hatch et Montlhery.
Il se lance l'année suivante en championnat d'Europe de Formule 2 1971 et remporte la dernière manche, à Vallelunga sur une March 712M ; la même année, il débute en Formule 1 ; après quelques courses en hors-championnat du monde sur une March 701, il dispute sa première épreuve à Silverstone avec une March 711 engagée par un groupe d'amis travaillant dans la finance à londres : Ralph CLarke, David Mordaun et Alastair Guthrie. Mike Beuttler dispute le Grand Prix du Canada 1971 au sein de l'équipe officielle March Engineering.
En 1972, la Formule 2, avec une March 722, et la Formule 1 avec une March 721G sont à son programme et, dans la catégorie reine, Jack Durlacher rejoint le trio originel. Même programme en 1973 avec une March 732 en Formule 2 et une March 731(G) en Formule 1. Son meilleur résultat en Formule 1 est une septième place au Grand Prix d'Espagne 1973. Beuttler quitte la Formule 1 fin 1973 ; inscrit à 32 Grands Prix, il a pris 28 départs en championnat et disputé 8 courses hors-championnat. Il ne marque aucun point au championnat du monde des pilotes.
En 1974, il participe aux 1 000 km de Brands Hatch, neuvième manche du championnat du monde des voitures de sport 1974, où il abandonne au volant de la MArch 74S du Paulenco Racing copilotée par Colin Andrews et Chris Skeaping.
Il retourne aux États-Unis et se lance dans le monde des affaires à San Francisco. Il meurt des suites de complications résultant du sida en 1988, à Los Angeles.
Il est le beau-frère de l'homme politique britannique Alan Clark.

## Résultats en championnat du monde de Formule 1
| Saison | Ecurie                                               | Châssis              | Moteur      | Pneus     | GP disputés | Points inscrits | Classement |
| ------ | ---------------------------------------------------- | -------------------- | ----------- | --------- | ----------- | --------------- | ---------- |
| 1971   | Clarke-Mordaunt-Guthrie Racing STP March Racing Team | March 711            | Cosworth V8 | Firestone | 5           | 0               | n.c.       |
| 1972   | Clarke-Mordaunt-Guthrie Racing STP March Racing Team | March 721G           | Cosworth V8 | Firestone | 9           | 0               | n.c.       |
| 1973   | Clarke-Mordaunt-Guthrie Racing                       | March 721G March 731 | Cosworth V8 | Firestone | 14          | 0               | n.c        |